# Joseph Ghislain de Neckere
Joseph Ghislain de Neckere, né le 11 mars 1801 à Roulers et mort le 21 septembre 1854 à Ypres, est un homme politique belge.

## Biographie
Joseph Ghislain de Neckere est le fils de Pierre-François De Neckere, maire de Roulers à l'époque française et membre du conseil général du département de la Lys, et de Marie Louise de Meulenaere. Gendre de François de Coninck, il est le père de Mgr Félix-Marie de Neckere.
Issu d'une famille influente de Flandre occidentale, il s'engagea dans la vie politique locale dès les premières décennies de l'indépendance belge. Son rôle fut marqué par son investissement dans l'administration provinciale et communale, ainsi que par sa participation active au développement économique et social de la région d'Ypres. Comme beaucoup de notables de son époque, il appartenait à la tendance catholique conservatrice, très présente dans la vie politique belge du XIXe siècle.

## Mandats et fonctions
- Bourgmestre de Zillebeke
- Échevin d'Ypres
- Conseiller provincial de Flandre occidentale : 1836-1842
- Commissaire d'arrondissement d'Ypres : 1842-1847
- Membre du Sénat : 1846-1854

En tant que sénateur, il prit part aux débats parlementaires sur l’organisation de l’État belge, les finances publiques et la politique provinciale. Ses interventions concernaient principalement les intérêts de la Flandre occidentale, et il soutint les initiatives en faveur de l’agriculture et du commerce régional. Il fut décoré du titre de chevalier de l’ordre de Léopold en reconnaissance de ses services.